# 王凤朝 (1954年)
王凤朝（1954年—），男，汉族，内蒙古赤峰人，中华人民共和国企业家，中色锌业总经理，第十一届全国人民代表大会内蒙古地区代表。

## 生平
毕业于中央党校经济管理专业。2008年起担任全国人大代表。